# (10166) Takarajima
(10166) Takarajima (1995 BN3) – planetoida z pasa głównego asteroid okrążająca Słońce w ciągu 4,26 lat w średniej odległości 2,63 j.a. Odkryta 30 stycznia 1995 roku.